# Đội Có
Đội Có (? -?) tên thật là Nguyễn Văn Có. Trước năm 1975, ông là một trong số người giỏi kinh doanh và giàu có tiếng ở Sài Gòn, Việt Nam.

## Cuộc đời
Đội Có, khoảng năm 1937, làm "mã tà" (cảnh sát) ở bót Tân Bình thuộc xã Phú Nhuận, Sài Gòn.
Theo tài liệu của Ban Nghiên cứu lịch sử quận Phú Nhuận, thì "Đội Có là tay sai của thực dân Pháp, nổi tiếng ác ôn trong việc đàn áp người kháng chiến. Ông cũng là tay tư sản chuyên cho vay ăn lời cắt cổ, có nhà đất cho mướn ăn sâu vào hai bên đường Phan Đình Phùng (Võ Di Nguy cũ) đến mấy trăm mét."
Còn theo lời kể của các cụ cao tuổi, trong thời gian làm lính địa phương, Nguyễn Văn Có có đi bố ráp một vụ "cờ bạc, đĩ điếm" và đã bị một nhóm côn đồ xông ra chém ông một nhát vào bả vai suýt mất mạng. 
Để đền đáp công lao, viên cò Tây cho ông lên chức Đội, và cho về coi trật tự ở Chợ Xã Tài.
Lãnh nhiệm vụ mới, Đội Có mau chóng nổi tiếng là "thầy Đội dữ dằn". Người mua gánh bán bưng ai cũng sợ ông, vì ông hay xua đuổi; còn các con nợ ai cũng sợ ông, vì ông có tài đòi nợ thuê...
Có một số vốn liếng rồi, ông bỏ tiền ra mua rẻ mấy mảnh đất sình lầy, bỏ hoang dọc hai bên đường Loui Berland (nay là Phan Đình Phùng), sát Chợ Xã Tài, cho lấp đất, làm nhà gạch bán hoặc cho thuê.
Năm 1945, thời thế đã khác, Đội Có thôi việc về nhà, làm nghề cho vay trả góp, và mua một miếng đất khá rộng mở rạp hát mang tên Cẩm Vân (người dân quen gọi là rạp "Đội Có"). 
Năm 1946, rạp hát bị quân dân cách mạng thiêu hủy. Sau, Đội Có cho xây trên mảnh đất ấy một dãy phố dành cho thuê buôn bán.
Ngoài việc "cất phố cho thuê", Đội Có còn lần lượt kinh doanh thêm mấy việc khác:
- Mua mấy chục chiếc xe đò, mở hãng Bữu Hiệp, chở khách và hàng hóa chạy trên tuyến đường Sài Gòn - Đà Lạt.
- Mua nhiều đất ở Đà Lạt, lập vườn trồng hoa, để có hoa tươi đem về Sài Gòn bán.
- Mua hàng chục biệt thự ở Đà Lạt để cho khách du lịch thuê.
- Mua chó berge tận bên nước Đức, đem về nuôi làm chó giống để bán chó con.
- Mua ngôi biệt thự số 86 đường Yên Đỗ (nay là đường Lý Chính Thắng), để mở gara xe hơi.
- Cho người đi khắp xứ Đông Dương, tìm chọn mua những con ngựa giống tốt về nuôi, để đem ra trường đua Phú Thọ mỗi chủ nhật.
- Mua lại rạp hát ở khu Tân Định.

Phan Thứ Lang, tác giả sách Sài Gòn vang bóng, viết về ông như sau:
Giai đoạn này (trước khi Mỹ đến), Đội Có rất sung túc, có xe hơi riêng, có xe ngựa kiếng chở vợ con đi chơi.
Đội Có, trông người cũng có mã cao lớn, to béo, để râu quai nón, đội mũ phớt, tay cầm ba-toong, miệng ngậm ống vố (píp) nom oai vệ lắm. Tuy tuổi lúc đó đã tứ tuần, nhưng được nhiều đào hát ngấp nghé vì ông có tướng tốt lại lắm bạc. Nghe nói, sau đó Đội Có cưới một cô đào hát khá nổi danh của đất Sài Gòn.
Thời "Tây đi, Mỹ đến", Đội Có cho xây thêm những chung cư cho ngoại kiều thuê; hùn vốn với Nguyễn Tấn Đời mở "Tín Nghĩa Ngân hàng", và được cử làm Phó giám đốc.
Sau ngày 30 tháng 4 năm 1975, Đội Có xin xuất cảnh sang Pháp (1978) ở với người con trai. Sau đó, ông sang Mỹ sống với cô con gái có chồng Mỹ.
Cũng theo Phan Thứ Lang, vì tin tưởng con gái, ông đã ký thác một số tiền to cho con đứng tên, và cô này đã dùng tiền mua nhiều ngôi biệt thự tại Mỹ để cho thuê. Để rồi con gái ông lại tin cậy giao mọi việc trong ngoài cho người hầu gái Mỹ da đen, ngay cả căn biệt thự mà ông ở, cũng nhờ cô ta đứng tên hộ.
Nhưng bất ngờ, con gái của Đội Có chết bất đắc kỳ tử không kịp trăn trối gì, nên chỉ ít lâu sau Đội Có bị người hầu trên đuổi ra khỏi nhà.
Buồn vì con chết, khối gia tài đồ sộ bị sang đoạt; một thời gian sau, Đội Có đột ngột chết ở Mỹ vì đứt mạch máu.. 